# ويليام باركر (عالم طيور)
ويليام باركر (بالإنجليزية: William Kitchen Parker)‏ (و. 1823 – 1890 م) هو عالم طيور، وعالم حيوانات، وطبيب، وموضح علمي ‏، وعالم تشريح بريطاني، ولد في بيتربرة، كان عضوًا في الجمعية الملكية، وجمعية علم الحيوان في لندن، توفي في كارديف، عن عمر يناهز 67 عاماً.

## التعليم
تعلم في كلية الملك في لندن
.

## جوائز
حصل على جوائز منها:
- ميدالية بالي [الإنجليزية]‏ (1885)
- وسام كرونيان (1879)
- الميدالية البيكرية (1872)[5]
- قلادة ملكية (1866)
- Fellow of the Zoological Society of London ‏
- زميل في الجمعية الملكية